# Tanja Lange

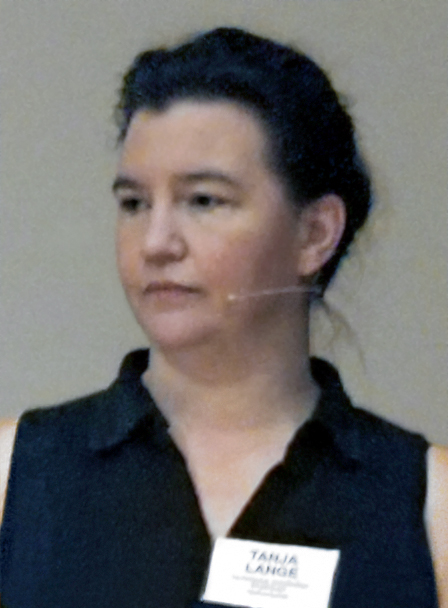
Tanja Lange, 2013

Tanja Lange (* 1975 in Bad Gandersheim) ist eine deutsche Kryptologin und Professorin. Sie ist bekannt für ihre Forschungen zur Post-Quanten-Kryptographie.

## Leben
Lange studierte Mathematik an der Technischen Universität Braunschweig und erwarb 1998 das Diplom. Anschließend promovierte sie 2001 an der Universität Duisburg-Essen bei Gerhard Frey mit der Dissertation Efficient Arithmetic on Hyperelliptic Curves. Nach einer Zeit als Postdoc an der Ruhr-Universität Bochum wurde sie 2005 außerordentliche Professorin an der Technischen Universität Dänemarks und 2007 ordentliche Professorin an der Technischen Universität Eindhoven.

## Forschung und Wirkung
Sie leitet in Eindhoven die Gruppe für Codierungstheorie und Kryptologie und ist wissenschaftliche Leiterin des Eindhoven Institute for the Protection of Systems and Information. Sie koordiniert PQCRYPTO, ein europäisches hochschulübergreifendes Konsortium, das die elektronische Kommunikation zukunftssicher gegen Bedrohungen wie Quantenfaktorisierung macht. Zusammen mit Daniel J. Bernstein und Peter Schwabe entwickelte sie die Kryptografiesoftware NaCl, die 2008 veröffentlicht wurde. Lange ist an verschiedenen Post-Quanten-Kryptographie-Verfahren beteiligt, die zur Post-Quanten-Kryptographie-Standardisierung des NIST eingereicht wurden, darunter an dem als einem der Gewinner unter dem Namen SLH-DSA standardisiertem Signaturverfahren SPHINCS+.

## Bücher (Auswahl)
- Henri Cohen, Gerhard Frey, Roberto Avanzi, Christophe Doche, Tanja Lange, Kim Nguyen, Frederik Vercauteren:  Handbook of Elliptic and Hyperelliptic Curve Cryptography, 2005, ISBN 978-1-584-88518-4
- Tanja Lange, Kristin Lauter, Petr Lisonek: Selected areas in cryptography, 2014, ISBN 978-3-319-13051-4
- Michel Abdalla, Tanja Lange: Pairing-Based Cryptography - PAIRING 2012, 2013, ISBN 978-3-642-36333-7